# Segon Llibre d'Henoc
El  Segon Llibre d'Henoc  (normalment abreujat com 2 Henoc, i conegut també com a  Henoc eslau  o  Els secrets d'Henoc) i "El Llibre dels Secrets d'Henoc II"
és un text apocal·líptic pseudoepígraf de data incerta i autoria desconeguda.

## Descripció
No està relacionat amb el més antic 1 Henoc ni amb dos llibres d'Henoc (3 i 4), la numeració va ser posada pels estudiosos per distingir els dos textos. Només s'ha conservat en eslau eclesiàstic, però se sap amb certesa que és una traducció d'un original en grec. Es pensa que la versió grega (desconeguda) podria procedir al seu torn d'un original hebreu o arameu. S'han proposat dates d'elaboració que van des del segle I fins al segle x de la nostra era, encara que la més acceptada és la primera.
Va ser descobert pel professor Matvej I. Sokolov a 1886 en els fitxers de la Biblioteca Pública de Belgrad. Avui el text es coneix per cinc manuscrits, que transmeten dues versions diferents (conegudes com a "versió llarga" i "versió curta", de les quals la segona sembla més fidel a un hipotètic original). Alguns comentaristes de l'obra han trobat certes influències cristianes, encara que no és clar si corresponen al text original o als seus posteriors traduccions i reelaboracions.
El llibre comença amb el relat d'Henoc, en primera persona, d'un viatge a través dels deu cel que culmina en una trobada amb Senyor. Segueix una discussió sobre la creació del món, i les instruccions de Déu a Henoc perquè torni a la Terra i difongui el que ha après. Els ensenyaments d'Enoch durant trenta dies, al seu terme Henoc torna al Cel i es transforma en l'àngel Metatron. A partir d'aquest moment, la narració passa a la tercera persona i compte les històries de Matusalem, Nir (el germà petit de Noè) i Melquisedec.